# Sangha
Venerabilul Maestru Xuecheng a explorat modalitățile prin care să poată crea un mediu bun pentru promovarea comunității monastice (Sangha). 
Mișcată și inspirată de către compasiunea, înțelepciunea, aspirațiile și acțiunile Maestrului, în cadrul Mânăstirii Longquan, Sangha a luat ființă din nimic, continuând apoi să crească și să se dezvolte. Totodată, Venerabilul Maestru Xuecheng, a căutat noi căi, mijloace și metode pentru a construi un adevărat Templu Budist, prin cultivarea și promovarea talentelor călugărilor și laicilor și prin servicii aduse societății, luând în considerare cauzele și condițiile contemporane din timp și spațiu.     
Bazată pe consolidarea credinței și a eticii monahale, Sangha acordă prioritate absolută cultivării talentelor, moderează conceptele diferitelor secte și subliniază importanța organizării și cooperării. 
A fost adoptată o abordare de tipul ”mănăstirea devine academică, academia devine monastică, învățătura și practica devin integrate, iar managementul devine științific”. Adoptarea acestei abordări are scopul de a forma călugări care să exceleze în ”aspirație, cultură, abilități, merit și cunoaștere” și de a forma o Sangha armonioasă și progresistă. 
Sangha Mânăstirii Longquan a perpetuat chintesența sistemului monastic tradițional, absorbind în același timp caracteristicile educației moderne Budiste. În ceea ce privește modul de predare, au fost integrate elemente din cadrul instituțiilor budiste, astfel încât călugării și laicii învață în clase, participă în grupuri la prelegeri despre Dharma și poartă discuții aprofundate referitoare la sutre și tratate. Referitor la practică, este urmată linia monahală tradițională obișnuită, incluzând rugăciunile de dimineață și de seară, incantații ale sutrelor, închinări etc. Urmându-l pe Vinaya ca profesor, întreaga Sangha are cerințe stricte față de călugări, în conformitate cu preceptele, organizând activități cum ar fi întâlniri karmice, recitarea preceptelor și tabere de vară, pentru o coexistență în pace și armonie. A fost, de asemenea, creat un sistem de management adecvat societății moderne.
Nicio indemnizație nu este emisă în Sangha, banii oferiți de către adepți trebuie să fie predați în cadrul Sangha și în afară de cei câțiva călugări cu funcții de conducere, care au nevoie de telefoane mobile pentru a se ocupa de administrare, cei mai mulți călugări nu pot deține telefoane mobile, pentru a se putea asigura liniștea corpului și minții, necesare pentru studiu și practică. Călugării și laicii ar trebui să se implice în munci fizice și în rezolvarea diferitelor probleme administrative monastice. În cadrul întrunirilor, aceștia ar trebui să organizeze și să orienteze adepții în studiul Budismului. Studiul, educația și munca din cadrul Sangha sunt direcționate astfel încât să ajute "educarea minții prin întâmplări din viața reală". Acestea reușesc să combine studiul scripturilor, contemplarea și practica, cu educația bazată pe precepte, concentrare și înțelepciune. În acest fel, pot fi mai bine integrate diferite elemente, cum ar fi înțelegerea doctrinei și experiența reală de viață, Buddha Dharma și Dharma lumească, auto-educarea și dezvoltarea în comun, de care beneficiază nu numai persoana în cauză, ci și ceilalți.
Învățarea și practica urmează două căi, calugării (Bhiksu), ucenicii (Sramanera) și candidații participând la cursurile corespunzătoare diferitelor lor niveluri, dar și la cursuri deschise, în funcție de propriile interese și specializări, cum ar fi discuții despre precepte, virtutea în practică, incantații Budiste, cât și producție de film.
De îndată ce cineva pătrunde în Sangha, poate simți atmosfera monahală propice studiului. Întreaga Sangha emană un spirit pozitiv, pentru integrarea Buddha Dharma în viața de toate zilele. Cei ce aleg acest drum se bazează pe Venerabilul Maestru pentru studiu și practică, urmează învățăturile lui Buda pentru a menține armonia și progresează împreună cu ceilalți colegi practicanți.